# Белобрюхая тёмная цесарка
Белобрюхая тёмная цесарка (лат. Agelastes meleagrides) — птица семейства цесарковых.
Вид распространён в Западной Африке. Встречается в лесах Кот-д'Ивуара, Ганы, Гвинеи, Либерии и Сьерра-Леоне.
Птица длиной до 50 см. Внешне похожа на индюка. Оперение тела чёрного окраса с зелёным оттенком. Шея, горло, грудь — белые. Голова лысая, красная. На ноге есть дополнительная шпора. Половой диморфизм не выражен, хотя самка немного меньше, чем самец.
Птица обитает в субтропических влажных лесах. Держится небольшими стаями. Питается семенами, ягодами, насекомыми, которых находит на земле.